# Holmenkollen (stacja metra)
Holmenkollen - naziemna stacja metra w Oslo, leżąca na trasie linii metra Holmenkollen (linia 1) w rejonie Holmenkollen. Stacja znajduje się na wysokości 277,7 m n.p.m. 
Stacja została zaprojektowana przez architekta Erika Glosimodta. W tym rejonie mieści się słynna skocznia narciarska Holmenkollbakken a także kilka budynków mieszkalnych.

## Galeria zdjęć

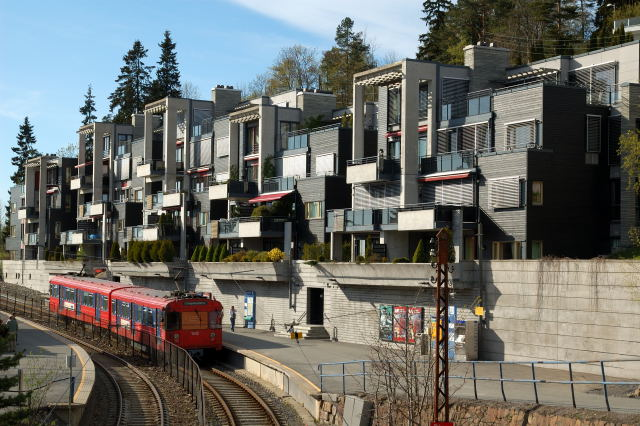
Stacja Holmenkollen
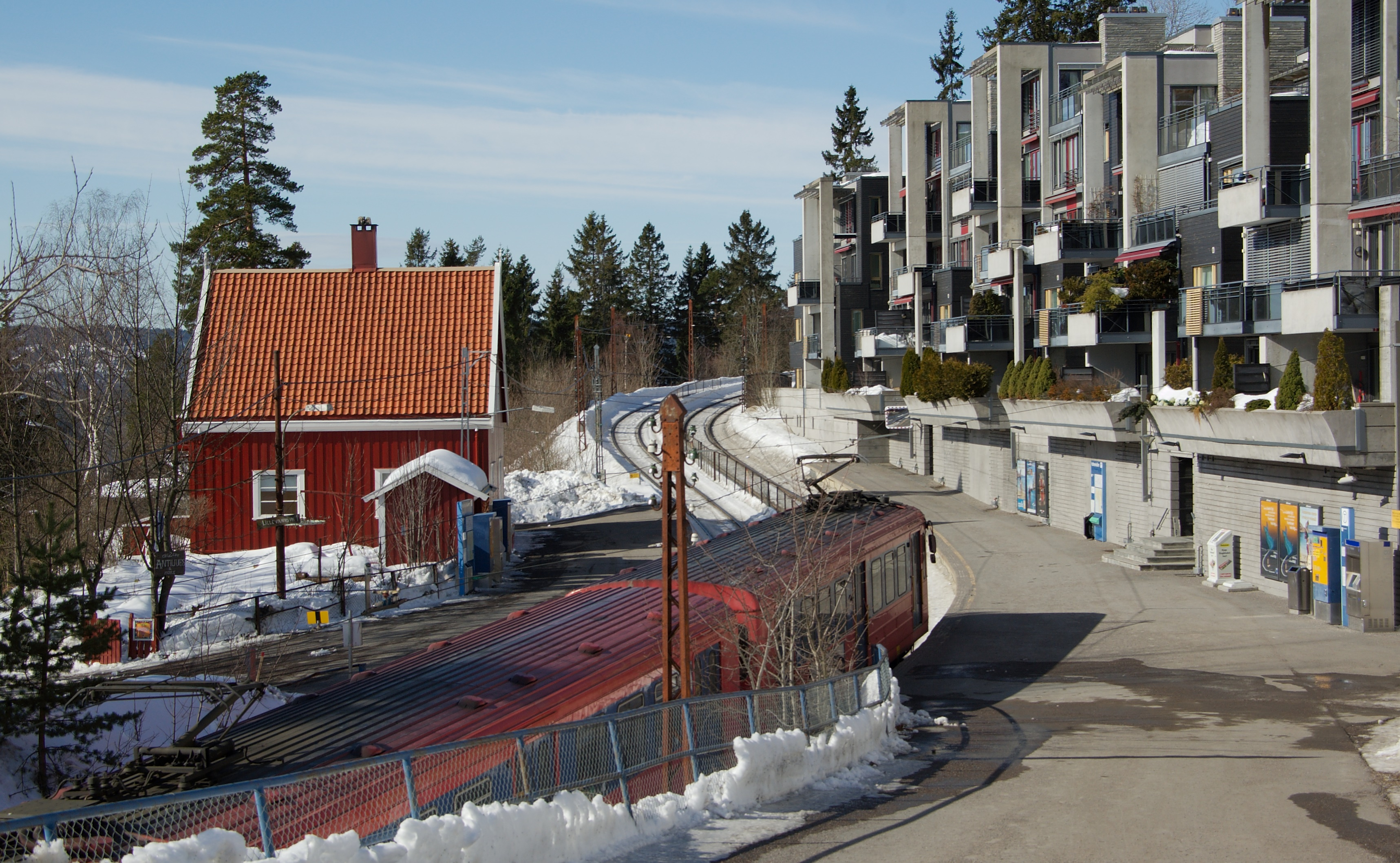
Stacja Holmenkollen
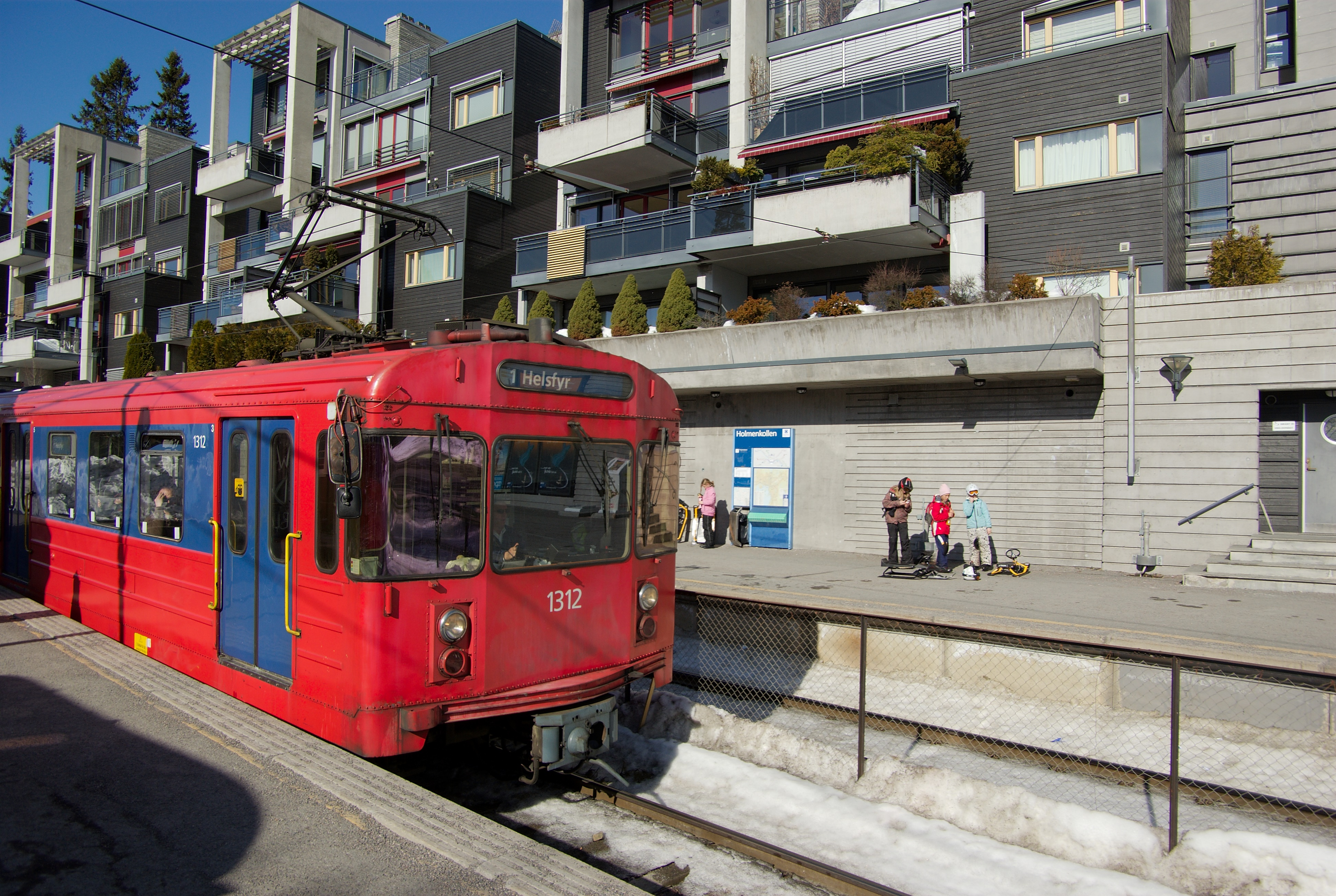
Stacja Holmenkollen
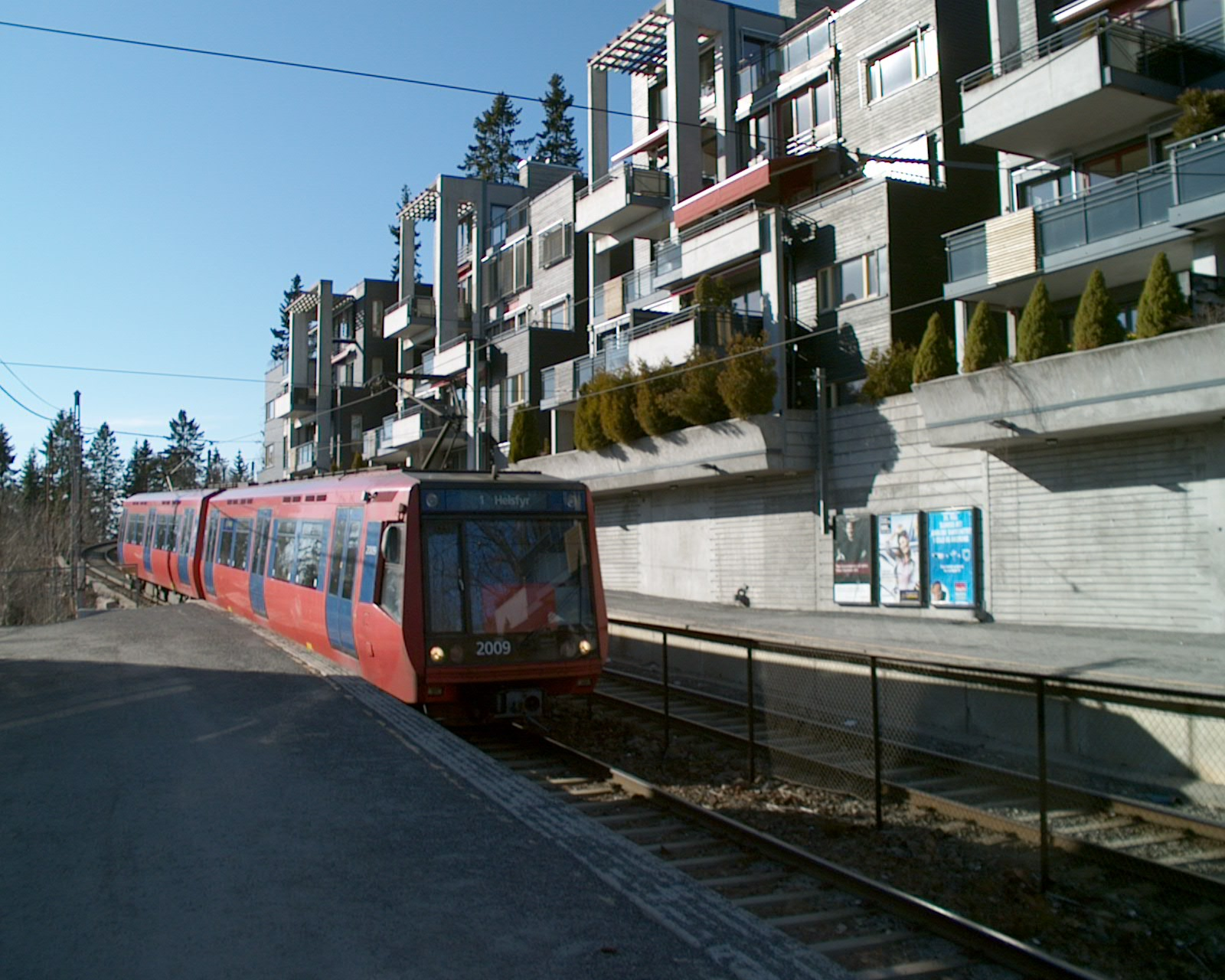
Pociąg typu T2000 na stacji Holmenkollen